# Пихеонова къща
Пихеоновата къща (на гръцки: Αρχοντικό Πηχεών) е възрожденска къща в град Костур, Гърция.

## Местоположение
Къщата е разположена в южната традиционна махала Долца (Долцо), на улица „Пихеон“ № 7, до площад „Братя Емануил“ („Долцо“). 

## История
Построена е в 1867 година от революционера Анастасиос Пихеон и тук е роден и синът му Филолаос Пихеон, капитан на гръцка андартска чета.
В 1965 година сградата е обявена за паметник на културата.
В 1972 година къщата е дарена от собствениците на Министерството на културата, което обаче не я поддържа и затова дарението е анулирано и къщата наново е дарена на община Костур. След реставрация в 2005 година общината я предоставя на дружеството Приятели на Македонската борба, което довършва реставрацията и от 2010 година в сградата отваря врати костурският Музей на македонската борба.

## Архитектура
В архитектурно отношение е двуетажна сграда с кръстообразна форма, която е имала и трети етаж, по-късно разрушен.